# Tunneling nanotube

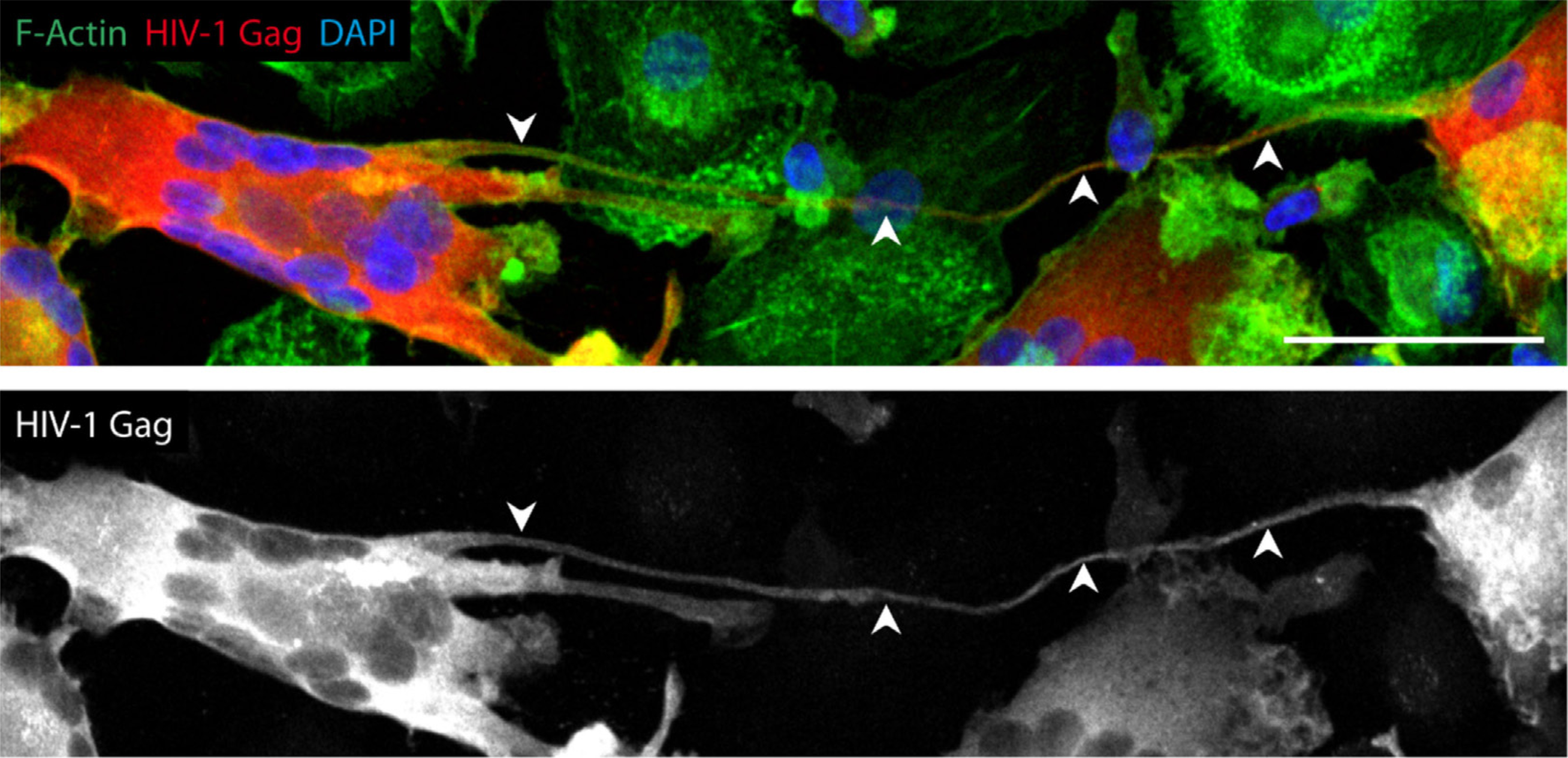
Tunneling nanotubes in immuuncellen. Confocale afbeelding met immunofluorescentie van dag 13 HIV-1-geïnfecteerde humane monocyt-afgeleide macrofagen en meerkernige reuzencellen (MGC) onderling verbonden via een TNT. Pijlpunten tonen een TNT. HIV-1 Gag, een antigen van HIV-1 kleurt de cellen rood, F-actine kleurt groen, DAPI kleurt de celkern blauw. Schaalbalk, 50 µm.

Tunneling nanotubes (TNT's) zijn dunne membraankanalen die dierlijke cellen verbinden tot complexe en ogenschijnlijk geordende netwerken. Ze hebben een diameter van rond de 0,70 micrometer (μm) en een lengte die de 200 μm kan bereiken. De TNT's maken de intercellulaire overdracht mogelijk van diverse moleculen en celonderdelen, zoals organellen waaronder mitochondriën. Ze kunnen betrokken zijn bij een verscheidenheid aan fysiologische en pathologische mechanismen, bijvoorbeeld bij de overdracht van de belangrijkste histocompatibiliteitscomplexen (MHC's) naar immunologische synapsen, bij de intercellulaire verspreiding van prionen in het geval van Alzheimer en Parkinson of van virale eiwitten of bij de uitwisseling van tumorresistentie bij kanker.

## Geschiedenis
De uit membraan bestaande cellulaire uitsteeksels werden in 2004 ontdekt. Ze werden gedefinieerd als kanalen met een open uiteinde die de continuïteit van het membraan tussen met elkaar verbonden cellen garandeerden. Deze ontdekking wierp het idee van de cel als fundamentele structurele en biologische eenheid omver. Deze nieuw ontdekte vorm van communicatie toonde aan dat cellen in werkelijkheid over grote afstanden verschillende stoffen kunnen uitwisselen zoals voedingsstoffen, nucleïnezuren en stress factoren. Ook organellen kunnen uitgewisseld worden.

## Structuur
De TNT's zijn geen overblijfsel van celdeling en komen daar dus niet uit voort. Ze hebben gemiddeld een diameter van 200nm en een lengte van gemiddeld meerdere honderden micrometers. Ze zweven boven het substraat en bevatten actine. Ze hebben open uiteinden en hun membranen lopen door in het plasmamembraan van de verbonden cellen. De TNT's kunnen ook tubuline bevatten, maar ze hebben dan vaak wel een gesloten uiteinde.
De nanotubes zijn bestudeerd in vitro met endotheliale, epitheliale, neuronale, spier- en immuuncellen. Deze cellen hebben allemaal een grote verscheidenheid aan morfologie, lengte, dikte en het soort cytoskelet. Deze heterogene eigenschappen maken de identificatie van TNT's lastig en ze zouden uitsluitend experimenteel gedefinieerd moeten worden als structuren die overdracht mogelijk maken tussen de verschillende cellen.